# 人道主義危機
人道主义危机又稱人道主义灾难，是指一系列重大灾难爆發後给人们带来的难以承受的苦难和物质损失的灾情，例如災民會缺乏足夠的食物、水或者流離失所。 自然灾害、流行病、饑荒和人为灾难（如工业事故，武装冲突）均會造成人道主義危機。